# Onychargia atrocyana
Onychargia atrocyana är en trollsländeart som först beskrevs av Selys 1865.  Onychargia atrocyana ingår i släktet Onychargia och familjen dammflicksländor. IUCN kategoriserar arten globalt som livskraftig. Inga underarter finns listade i Catalogue of Life.